# 印第安納瓊斯：水晶骷髏王國
《印第安納瓊斯：水晶骷髏王國》（英語：Indiana Jones and the Kingdom of the Crystal Skull）是一部2008年5月上映的美國電影，是《印第安納瓊斯系列》的第四部電影。影片再度由史蒂芬·史匹柏執導，喬治·盧卡斯製片，哈里遜·福特飾演探險家印第安納·瓊斯。背景設置在1950年代，主要演員還包括凱特·布蘭琪、凱倫·艾蓮、雷·溫斯頓、約翰·赫特、吉姆·布洛班特、西亞·李畢福。
影片早在1989年《聖戰奇兵》上映後開始策劃，不過由於哈里遜·福特和史蒂芬·史匹柏都反對使用水晶骷髏作為劇情題材。劇作家傑伯·史陶特、傑弗瑞·波姆、奈·沙馬蘭、法蘭克·戴瑞邦、傑夫·納桑森皆有寫過草稿，不過一直到2006年，大衛·柯柏才寫出了讓哈里遜·福特、喬治·盧卡斯、史蒂芬·史匹柏三人滿意的劇本。影片於2007年6月18日開拍，在新墨西哥州、紐哈芬、夏威夷、弗雷斯諾取景，聲光舞台則位於洛杉磯。而為了保持前作的傳統，影片使用少量的電腦特效，以人工的方式製作特效場景，攝影師亞努斯·卡明斯基則繼承前作攝影師道格拉·斯洛康姆的風格。電影小說由詹姆士·羅林斯改寫。
它在2008年5月22日於美國、香港和台灣上映。電影發行後以1.85億美元的預算取得7.86億美元的票房成績，但是外界對本片的看法普遍兩極，哈里遜·福特的演出表現獲得肯定，而電影裡針對秘魯的錯誤描述、南美洲語言的誤用、攸關俄國的描繪則引發了爭議。

## 簡介
監製法蘭克·馬歇爾描述本片時代背景設置於《聖戰奇兵》的19年後，也就是1957年，而印第安纳·琼斯博士則過著很平靜的生活，但是他隨後必須要對抗一個女蘇聯情報幹員艾琳娜·史帕可博士，爭奪水晶骷髏。故事設定水晶骷髏有可能是外星人或是古代馬雅文明所遺留。超古代文明的遺物『水晶骷髏』是一個巨大能量增幅器，構成骷髏的晶體結構，可以對光線產生幾千次反射。相傳西元前一世紀住在北非的風之民族迦太基人曾經利用太陽光通過『水晶骷髏』產生的強力射線，燒毀羅馬戰船。印第安纳·琼斯博士的冒險則橫跨新墨西哥州、康乃狄克州、墨西哥市以及秘魯叢林。

## 演員
| 演員        | 角色                                  | 简介                                                                 |
| ----------- | ------------------------------------- | -------------------------------------------------------------------- |
| 哈里遜·福特 | 印第安纳·琼斯博士（Indiana Jones）    | 本作主角，為考古學家及大學教授。                                     |
| 西亞·李畢福 | 穆特·威廉斯（Mutt Williams）          | 為瑪麗安和琼斯的私生子。                                             |
| 雷·溫斯頓   | 喬治·麥可海爾（George McHale）        | 琼斯的好友，曾為軍情六處特工，實際上為克格勃派來的間諜。             |
| 凱特·布蘭琪 | 艾琳娜·史帕可博士（Dr .Irina Spalko） | 蘇聯科學家兼克格勃特工。                                             |
| 凱倫·艾蓮   | 瑪麗安·瑞文伍得(Marion Ravenwood)     | 琼斯的戀人，為前作《夺宝奇兵》的女主角，穆特的母親，後為琼斯的妻子。 |

## 制作

### 設計
自1993年《辛德勒的名單》開始，亞努斯·卡明斯基一直是史蒂芬·史匹柏執導電影的御用攝影師，為承襲前系列作調性，兩人深入研究道格拉·斯洛康姆的攝影風格。史蒂芬·史匹柏表示「我並不想要卡明斯基過於現代化，將整體感覺帶往21世紀」。
2004年拍攝《世界大戰》時，史匹柏遇見技術表演替身維克·阿姆斯壯，是哈里遜·福特前電影系列作的替身演員。然而，電影開拍時阿姆斯壯正在拍攝《神鬼傳奇3》，而後由丹·布雷德利所替代。史匹柏和布雷德利試演了所有的動作場面，特別是在馬歇爾大學的摩托車追逐，因為此場戲於分鏡完成後才加入。布雷德利自己繪製傳統分鏡，拍攝時給於自由發揮時間。

### 特效
2003年製片法蘭克·馬歇爾表示，電影將使用傳統的拍攝技術，維持《印第安納瓊斯系列》一貫風格。CGI用來移除演員吊鋼絲的鋼線，像是印第安纳·琼斯拿鞭子擺盪時，而瓊斯開車穿牆場景是使用定時炸彈爆破。曾在一場拍攝，炸藥未處理妥當，掉在哈里遜·福特的後座上，所幸並未爆炸，人員沒有受到傷害。
拍攝期間，史蒂芬·史匹柏估計電影拍攝佔30%需要使用CG電腦合成，共計450個特效場面，詳細包括猴子、食人蟻、倉庫內景、飛碟、黃金城、外星人和核子爆破。史匹柏原先想呈現粗糙拙劣的特效，保持系列作的一致性，但決定後仍否。劇本設定要求一座未開發的叢林，不過並不安全，視覺特效總監巴布羅·海曼，曾工作於史匹柏執導的《世界大戰》與《慕尼黑》，遠赴巴西和阿根廷拍攝叢林實景，再合成至電影定剪中。

## 反響

### 票房
| 票房收入     | 票房收入     | 票房收入     | 票房排名     | 票房排名     | 參考  |
| 美國         | 美國國外     | 全球         | 美國所有時間 | 全球所有時間 | 參考  |
| $317,101,119 | $469,534,914 | $786,636,033 | #24          | #23          | [ 3 ] |

### 評價
片中对秘鲁的描述错误百出，秘鲁人看了心痛不已，甚至觉得受辱。
在片中，哈里森·福特饰演的印第安纳·琼斯宣称，他年少时被奇袭美国新墨西哥州的墨西哥革命领袖维亚（Pancho Villa）俘虏时，学会了南美安地斯山区原住民讲的克丘亚语（Quechua）。事实上，维亚与手下讲的是西班牙语，而非克丘亚语这种在秘鲁、玻利维亚与厄瓜多有上千万人讲的语言。秘鲁国家图书馆馆长奈拉说：“这真是太不像话了。”片中玛雅战士在秘鲁丛林讲起克丘亚语，也让奈拉等人看了火冒三丈，因为秘鲁丛林地区的原住民语言有数百种，就是没有克丘亚语。片中还出现流沙、食人蚁与壮观的夏威夷瀑布，这些根本不存在于秘鲁的亚马逊地区。
最让秘鲁观众觉得受辱的，是导演史蒂芬·斯皮尔伯格与制片乔治·卢卡斯把墨西哥玛雅文明的奇琴伊察（Chichen Itza）金字塔隔空搬到了秘鲁丛林。片中让印第安纳·琼斯找到线索的纳斯卡线，位置也不对。曾任秘鲁圣马可斯大学校长的历史学家布尔加说，斯皮尔伯格与卢卡斯的顾问太烂了。布尔加说，即使情节出于虚构，这部片子讹误也太多了，会害到许多不了解秘鲁的人，因为片中的秘鲁景观失真。他说：“亚马逊地区和墨西哥、犹加敦丛林，是不可能搞混的。”
除了秘鲁观众觉得错误连篇，俄罗斯共产党也认为该片有意诽谤俄国，已警告男主角哈里森·福特最好不要到俄罗斯。

## 外部連結
- 官方網站
- 互联网电影数据库（IMDb）上《印第安納瓊斯：水晶骷髏王國》的资料（英文）
- 爛番茄上《印第安納瓊斯：水晶骷髏王國》的資料（英文）
- 豆瓣电影上《印第安納瓊斯：水晶骷髏王國》的資料 （简体中文）
- Box Office Mojo上《印第安納瓊斯：水晶骷髏王國》的資料（英文）
- Metacritic上《印第安納瓊斯：水晶骷髏王國》的資料（英文）
- AllMovie上《印第安納瓊斯：水晶骷髏王國》的资料（英文）